# صدف پیچی مومی
صدف پیچی مومی (نام علمی: Turritella capensis) نام یک گونه از سرده برجکی‌ها است.